# Liste der Biografien/Kose
Liste der Biografien |
Portal Biografien |
Personensuche
# |
A |
B |
C |
D |
E |
F |
G |
H |
I |
J |
K |
L |
M |
N |
O |
P |
Q |
R |
S |
T |
U |
V |
W |
X |
Y |
Z |
?
 
Ka |
Kb |
Kc |
Kd |
Ke |
Kf |
Kg |
Kh |
Ki |
Kj |
Kl |
Km |
Kn |
Ko |
Kp |
Kr |
Ks |
Kt |
Ku |
Kv |
Kw |
Ky |
Kx |
Kz
 
Koa |
Kob |
Koc |
Kod |
Koe |
Kof |
Kog |
Koh |
Koi |
Koj |
Kok |
Kol |
Kom |
Kon |
Koo |
Kop |
Kor |
Kos |
Kot |
Kou |
Kov |
Kow |
Kox |
Koy |
Koz
 
Kosa |
Kosb |
Kosc |
Kose |
Kosg |
Kosh |
Kosi |
Kosj |
Kosk |
Kosl |
Kosm |
Kosn |
Koso |
Kosp |
Koss |
Kost |
Kosu |
Kosv |
Kosy |
Kosz
Die Liste der Biografien führt alle Personen auf, die in der deutschsprachigen Wikipedia einen Artikel haben. Dieses ist eine Teilliste mit 78 Einträgen von Personen, deren Namen mit den Buchstaben „Kose“ beginnt.

## Kose
- Köse Bahir Mustafa Pascha († 1765), osmanischer Staatsmann, Großwesir und Provinzgouverneur
- Köse Mihal, byzantinischer Statthalter von Chirmenkia und Kampfgefährte Osman Ghazis
- Kose no Kanaoka, japanischer Maler
- Kose no Maro († 717), Adliger aus der Nara-Zeit
- Köse, Adnan G. (* 1966), deutscher Regisseur, Drehbuchautor und Theaterautor
- Köse, Bahattin (* 1990), deutsch-türkischer Fußballspieler
- Köse, Furkan (* 1993), türkischer Fußballtorhüter
- Köse, İsmail (* 1996), türkischer Fußballspieler
- Köse, Nursel (* 1961), deutsch-türkische Schauspielerin, Autorin und KabarettistinNursel Köse (* 1961)

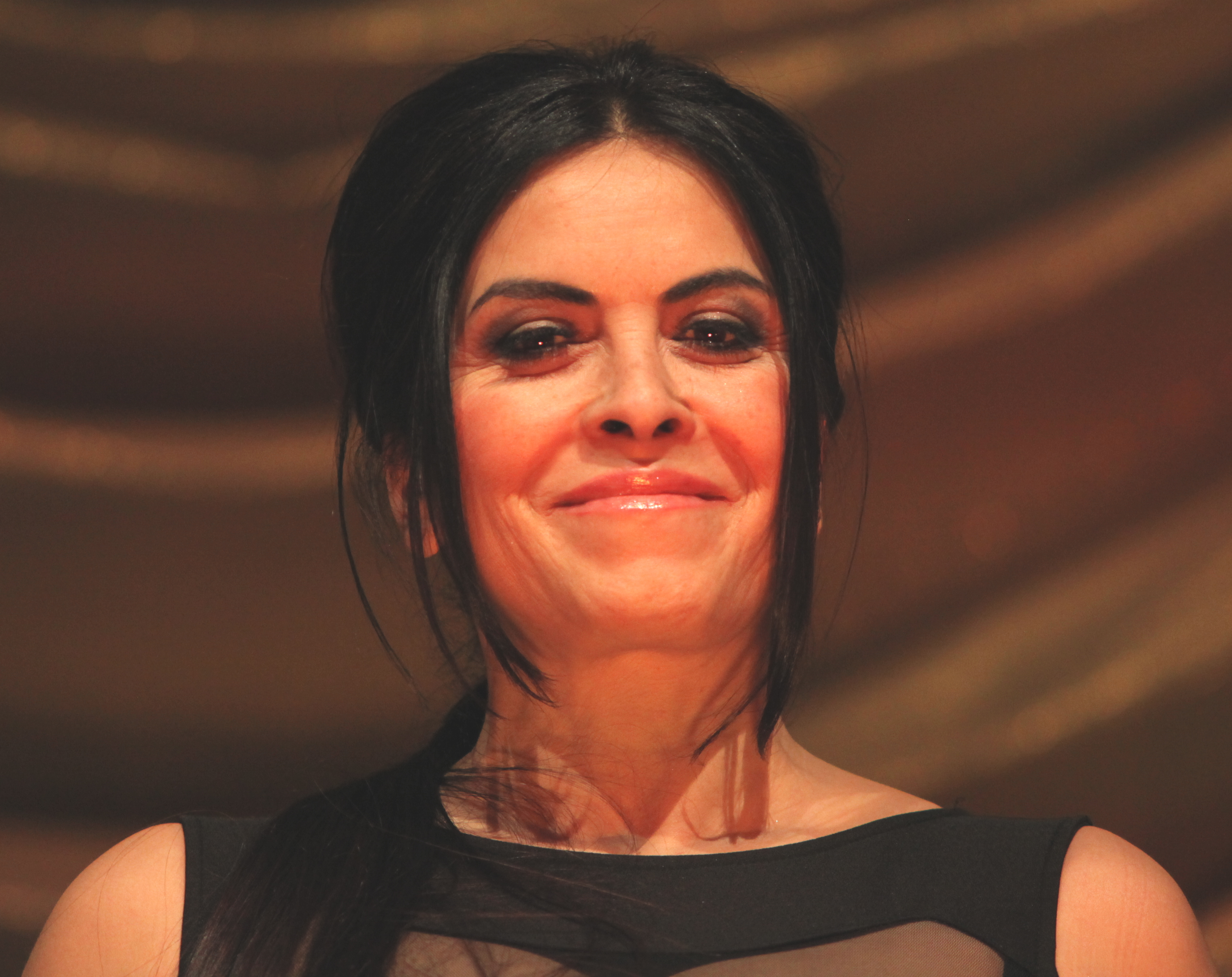
Nursel Köse (* 1961)

- Köse, Osman (* 1988), deutscher Fußballspieler
- Köse, Ramazan (* 1988), türkischer Fußballspieler
- Köse, Sibel (* 1969), türkische Jazzmusikerin (Gesang)
- Köse, Tevfik (* 1988), türkischer Fußballspieler
- Köse, Veli (* 1969), türkischer Klassischer Archäologe
- Köse, Yavuz (* 1971), deutscher Turkologe

### Kosec
- Kosecki, Jakub (* 1990), polnischer Fußballspieler
- Kosecki, Roman (* 1966), polnischer Fußballspieler und Politiker, Mitglied des Sejm

### Kosed
- Kosedowski, Krzysztof (* 1960), polnischer Boxer
- Kosedowski, Leszek (* 1954), polnischer Boxer

### Koseg
- Kosegarten, Bernhard Christian (1722–1803), deutscher evangelischer Theologe, Pastor und Präpositus
- Kosegarten, Christian (1770–1821), deutscher Jurist, Rechtsanwalt, Philosoph, Lyriker und Schriftsteller
- Kosegarten, Elise (1877–1948), deutsche Malerin
- Kosegarten, Ernst (* 1879), deutscher Politiker
- Kosegarten, Friedrich Franz (1772–1849), deutscher Theologe, Pädagoge und Schriftsteller
- Kosegarten, Gottfried (1792–1860), deutscher Orientalist und Sprachforscher
- Kosegarten, Johann Joachim (1751–1825), deutscher Pastor und Autor
- Kosegarten, Ludwig Gotthard (1758–1818), deutscher Pastor, Professor und DichterLudwig Gotthard Kosegarten (1758–1818)

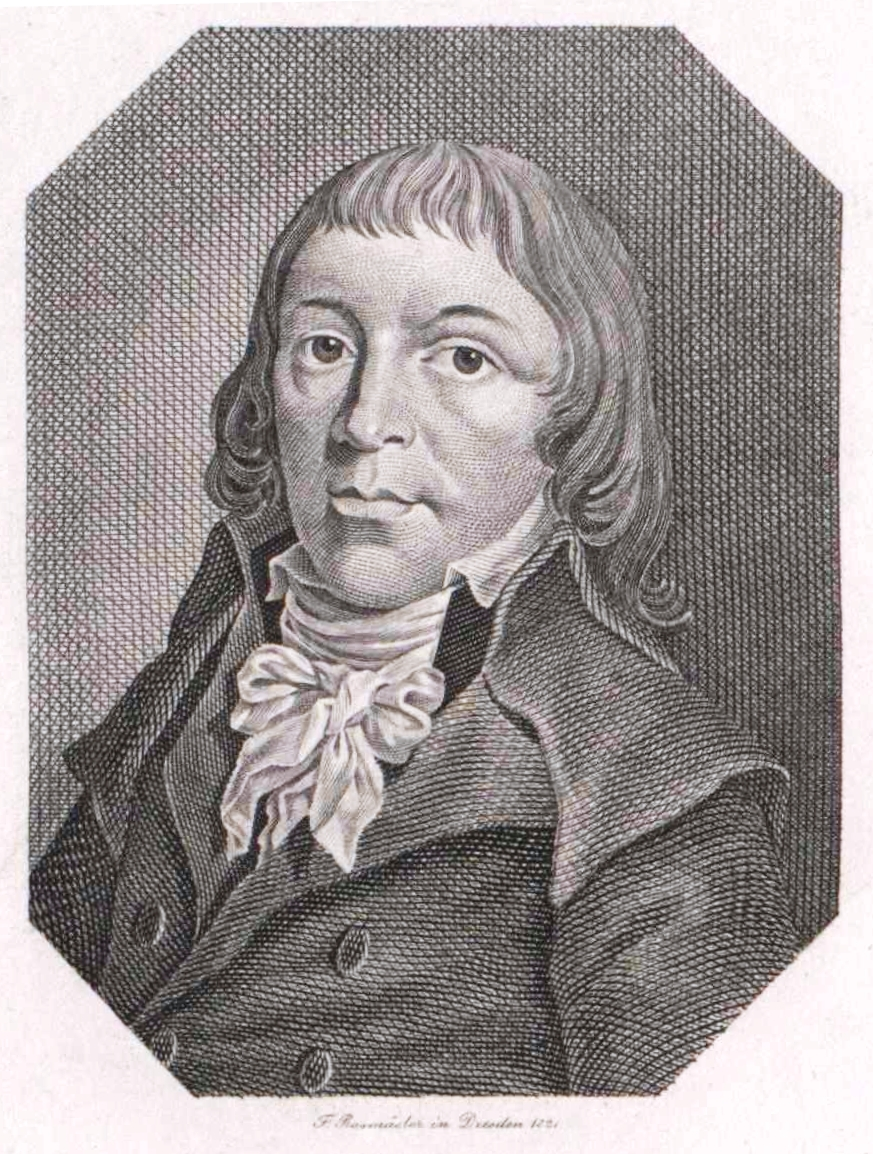
Ludwig Gotthard Kosegarten (1758–1818)

- Kosegarten, Wilhelm (1792–1868), deutscher Staatswissenschaftler

### Kosej
- Kosejew, Konstantin Mirowitsch (* 1967), russischer Kosmonaut

### Kosek
- Koseki, San’ei (1787–1839), japanischer Mediziner
- Koseková, Barbora (* 1994), slowakische Volleyballspielerin

### Kosel
- Kösel, Edmund (1935–2023), deutscher Pädagoge, Professor für Schulpädagogik und Gruppenpädagogik
- Kosel, Gerhard (1909–2003), deutscher Architekt und Präsident der Bauakademie
- Kosel, Heiko (* 1966), deutsch-sorbischer Politiker (Die Linke), MdL
- Kosel, Hermann (1896–1983), österreichischer Maler und Graphiker
- Kosel, Hermann Clemens (1867–1945), österreichischer Schriftsteller, Maler, Graphiker und Fotograf
- Kosel, Horst (1927–2012), deutscher Sportwissenschaftler und Hochschullehrer
- Kösel, Joseph (1759–1825), deutscher Verleger
- Kosel, Sieghard (* 1939), deutsch-sorbischer Journalist sowie Politiker (SED, PDS), ehemaliges Mitglied des Sächsischen Landtages und war inoffizieller Mitarbeiter der DDR-Staatssicherheit
- Koseła, Dariusz (* 1970), polnischer Fußballspieler
- Köseler, İrem (* 1996), türkische Handball- und Beachhandballspielerin
- Köselitz, Gottfried Reinhold (1692–1754), deutscher Jurist
- Köselitz, Gustav Hermann (1822–1910), deutscher Politiker, MdL (Königreich Sachsen)
- Köselitz, Johann Augustin (1721–1790), deutscher evangelischer Theologe
- Köselitz, Julius Karl (1782–1846), deutscher Kauf- und Handelsmann sowie Kammermeister und Freimaurer in Annaberg
- Köselitz, Rudolf (1861–1948), deutscher Maler und Illustrator
- Koselka, Fritz (1905–1978), österreichischer Filmjournalist, Drehbuch- und Bühnenautor
- Koselleck, Arno (1891–1977), deutscher Historiker und Geschichtsdidaktiker
- Koselleck, Katharina (* 1975), deutsche Kunsthistorikerin und Museumsleiterin
- Koselleck, Konrad (* 1971), deutscher Jazzmusiker (Pianist, Arrangeur, Komponist, Orchesterleiter)
- Koselleck, Reinhart (1923–2006), deutscher Historiker
- Koselleck, Ruppe (* 1967), deutscher KonzeptkünstlerRuppe Koselleck (* 1967)

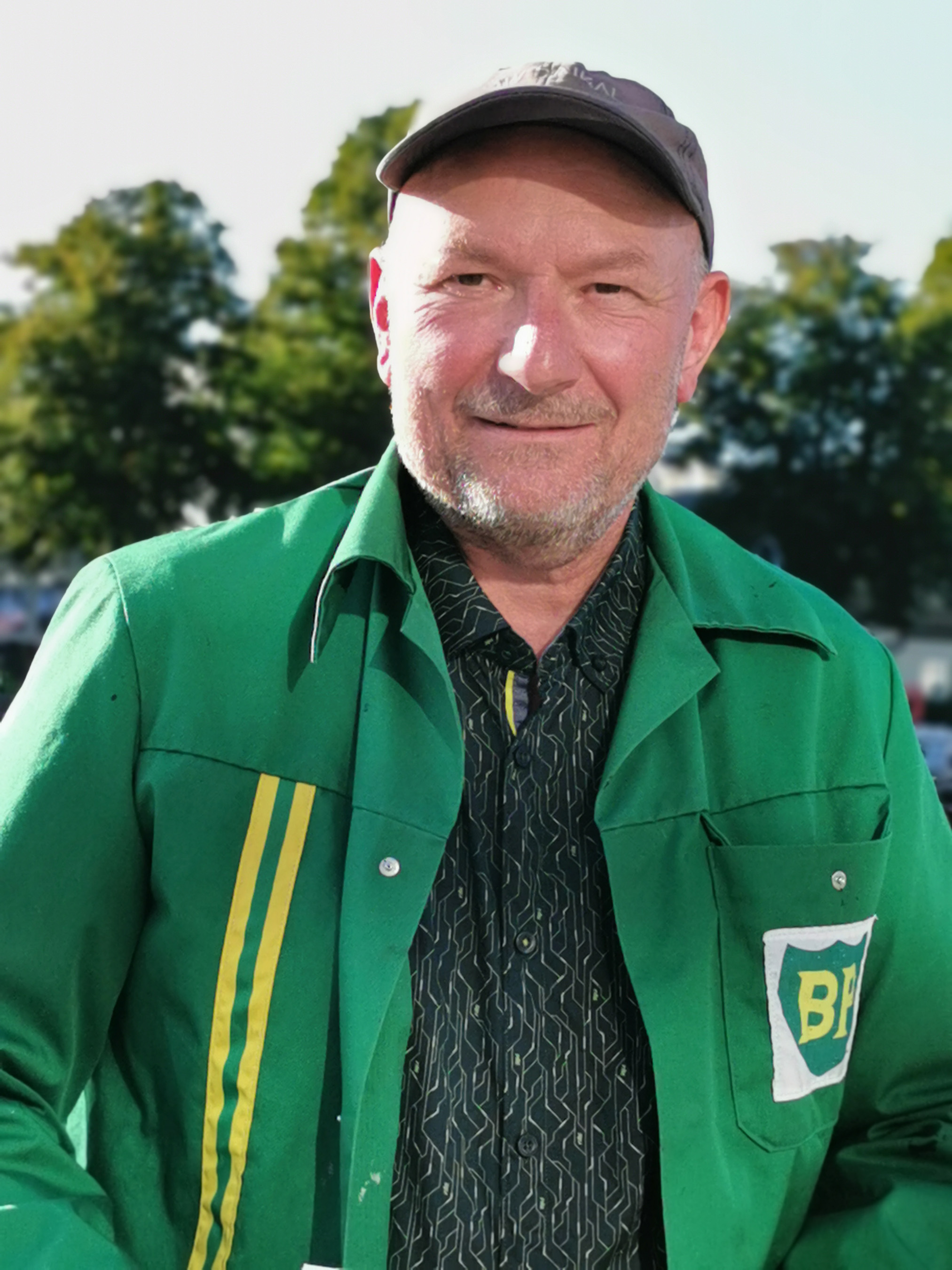
Ruppe Koselleck (* 1967)

### Kosem
- Kösemen, Batın (* 1991), türkischer Eishockeyspieler
- Kösemen, C. M. (* 1984), türkischer Forscher, Künstler und Autor
- Kosemets, Märt (* 1981), estnischer Fußballspieler

### Kosen
- Kösen, Sultan (* 1982), türkischer Rekordhalter als größter lebender Mensch
- Košenina, Alexander (* 1963), deutscher Literaturwissenschaftler
- Kosenkow, Alexander (* 1977), deutscher Sprinter
- Kosenkowa, Walentina Iwanowna (1931–2021), sowjetisch-russische Prähistorikerin

### Koseo
- Köseoğlu, Hayal (* 1992), türkische Schauspielerin
- Köseoğlu, İbrahim (* 1968), türkischer Fußballspieler und -trainer

### Koser
- Koşer Kaya, Fatma (* 1968), niederländische Anwältin und Politikerin türkischer Herkunft
- Koser, Anja (* 1970), deutsche Fußballspielerin
- Koser, Constantin (1918–2000), brasilianischer Franziskaner
- Köser, Johann Hinrich (1835–1921), deutsch-englischer Unternehmer
- Koser, Martin (1903–1971), deutscher Zeichner
- Koser, Michael (1938–2024), deutscher Schriftsteller
- Koser, Moritz (* 1992), deutscher Jazzmusiker (Bass, Komposition)
- Koser, Otto (1893–1941), deutscher Historiker und Staatsarchivar
- Koser, Peter (1834–1891), deutscher katholischer Priester
- Koser, Reinhold (1852–1914), deutscher Historiker
- Koser-Michaëls, Ruth (1896–1968), deutsche Grafikerin, Zeichnerin und Illustratorin
- Koseritz, Carl von (1834–1890), deutsch-brasilianischer Zeitungsherausgeber, Vertreter der Deutschen im Süden Brasiliens
- Koseritz, Hans Jakob von (1610–1648), Mitglied der Fruchtbringenden Gesellschaft
- Koseritz, Kurt von (1838–1916), deutscher Staatsmann im Herzogtum Anhalt
- Koserod, Oleh (* 1970), ukrainischer Historiker und Politikwissenschaftler

### Koset
- Kösetürk, Aylin (* 1993), österreichisches Model

### Kosew
- Kosewicz, Piotr (* 1974), polnischer Leichtathlet und Paralympic